# Tetragnatha tahuata
Espèce
Tetragnatha tahuata est une espèce d'araignées aranéomorphes de la famille des Tetragnathidae.

## Distribution
Cette espèce est endémique des îles Marquises en Polynésie française,. Elle se rencontre sur Tahuata.

## Description
Le mâle holotype mesure 4,8 mm et la femelle paratype 6,0 mm.

## Étymologie
Son nom d'espèce lui a été donné en référence au lieu de sa découverte, Tahuata.

## Publication originale
- Gillespie, 2003 : Marquesan spiders of the genus Tetragnatha (Araneae: Tetragnathidae). Journal of Arachnology, vol. 31, p. 62-77 (texte intégral).